# Luigi Ricci
Luigi Ricci, italijanski operni skladatelj, * 8. julij 1805, Neapelj, Italija, † 31. december 1859, Praga, Češka.

## Življenje
Je starejši brat Federica Riccija. Oba sta študirala glasbo na neapeljskem konservatoriju pri mojstru Zingarelliju. Luigi je tam napisal svojo prvo opero. Leta 1831 je nase opozoril z odmevnim zmagoslavjem v milanski Scali z opero Chiara di Rosembergh. V naslednjih letih je bila na sporedu Scale pogosteje kot Bellinijeva Norma. Leta 1837 je zaradi razsipniškega življenja zašel v finančno stisko. Nekaj let je nato deloval v Trstu in šele ljubezen ga je ponovno spodbudila, da je po sedemletnem premoru ponovno začel pisati opere. Umrl je v praški umobolnici, potem ko je v Pragi vodil priprave na uprizoritev svoje zadnje opere. Sam je nekoč dejal: »Končal bom tako kot Gaetano Donizetti«.

## Opere (izbor)
- Odisej na Itaki (1828)
- Kolumb (1829)
- Amina, ovvero L'orfanella di Ginevra (1829)
- Mesečnica (1829)
- Fernando Cortez (1830)
- Annibale iz Torino (1830)
- Chiara di Rosembergh (1831)
- Novi Figaro (1832)
- Figarova svatba (1838)
- La solitaria delle Asturie (1845)
- Il birraio di Preston (1847)
- La festa di Piedigrotta (1852)
- Il diavolo a quattro (1859)

Opere, nastale v sodelovanju z bratom Federicom:
- Polkovnik (1835)
- Il disertore per amore (1836)
- L'amante di richiamo (1846)
- Crispino e la Comare ali Il medico e la morte (slov. Krišpin in njegova botra) (1850)